# Semjon Nadson
Semjon Jakovlevitj Nadson (ryska: Семён Яковлевич Надсон), född 26 december 1862 i Sankt Petersburg, död 31 januari 1887 i Jalta, var en rysk skald.
Nadson, vars far konverterat från judendomen till kristendomen, inträdde i krigsskolan, men måste på grund av lungsjukdom lämna den militära banan (1884) och vistas i södern. Hans död påskyndades genom skriftställaren Viktor Burenins nesliga insinuation i "Novoje vremja", att Nadson förebar ohälsa för att vinna popularitet och penningunderstöd. Redan 1878 syntes dikter av honom i tryck. Hans samlade dikter utkom under loppet av tio år i 14 upplagor. Hans lyriska diktning utmärks för ovanlig musikalisk välklang och varm känsla, som dock med åren blev alltmer vemodig och elegisk. År 1887 utkom en minnesskrift av flera samverkande författare (Sbornik statej) och 1888 hans smärre studier på prosa (Krititjeskie etiudy). På svenska finns en studie jämte diktprov i Ord och bild 1892 av Alfred Jensen.